# Spitz (Autriche)
Pour les articles homonymes, voir Spitz.
Spitz est une commune autrichienne du district de Krems en Basse-Autriche.